# 大阪市立茨田南小学校
大阪市立茨田南小学校（おおさかしりつ まったみなみ しょうがっこう）は、大阪府大阪市鶴見区にある公立小学校。

## 沿革
1875年に当時の茨田郡5か村の学校組合により、諸口村（町村制施行で諸堤村、1939年茨田町）に組合立諸口小学校が設置された。その後学校の改編を経て、1894年に学校組合を解消し諸堤村に校舎を新設した。学校沿革史の上では、学校組合の解消・校舎新設をもって学校創立と位置づけている。
なお現在の大阪市立茨田北小学校は、当校と同じく学校組合立諸口小学校を起源としている。
1960年代には校区に市営住宅が完成したことなど宅地化に伴い、児童数2000人を超えるマンモス校となっていたこともあった。過密化解消のために当校から小学校の分離開校がおこなわれている。

### 年表
- 1875年（明治8年）3月6日 - 茨田郡学校組合立諸口小学校を、諸口村に創設。
- 1888年（明治21年）5月1日 - 茨田郡諸口尋常小学校と改称。
- 1894年（明治27年）9月11日 - 学校組合を解消し、諸堤村に校舎を新設（学校創立）。古宮尋常小学校（現在の大阪市立茨田北小学校）を分離。
- 1896年（明治29年）4月 - 北河内郡友愛尋常小学校に改称。
- 1911年（明治43年）4月1日 - 高等科を設置。北河内郡友愛尋常高等小学校に改称。
- 1913年（大正2年）6月2日 - 北河内郡諸堤尋常高等小学校に改称。
- 1934年（昭和9年）9月21日 - 室戸台風の暴風雨により木造校舎が1棟倒壊。死傷者が出る[1]。
- 1937年（昭和12年）]2月22日 - 現在地に移転。
- 1939年（昭和14年）6月1日 - 諸堤・古宮の2村合併で茨田町が発足したことに伴い、北河内郡茨田南尋常高等小学校に改称。
- 1941年（昭和16年）4月1日 - 国民学校令により、北河内郡茨田南国民学校に改称。
- 1947年（昭和22年）4月1日 - 学制改革により、茨田町立茨田南小学校に改称。
- 1955年（昭和30年）4月3日 - 茨田町が大阪市に編入したことに伴い、大阪市立茨田南小学校に改称。
- 1967年（昭和42年）7月31日 - 隣接地を買収し、校地を拡張。
- 1969年（昭和44年）4月1日 - 城東区茨田横堤町（現在の鶴見区横堤5丁目）に分校を設置。
- 1971年（昭和46年）4月1日 - 分校が大阪市立茨田西小学校として分離開校。
- 1977年（昭和52年）4月1日 - 大阪市立横堤小学校を分離。
- 1998年（平成10年）4月1日 - 大阪市立茨田小学校を分離。
- 1999年（平成11年） - パソコン教室設置、講堂落成。

## 通学区域
- 大阪市鶴見区 諸口1丁目・3丁目の全域、諸口2丁目・4丁目のそれぞれ一部、徳庵1丁目の一部。

卒業生は大阪市立茨田中学校に進学する。

## 交通
- Osaka Metro長堀鶴見緑地線 横堤駅 南東へ約800m。
- 片町線（学研都市線） 徳庵駅 北北西へ約1000m。